# Total de sólidos en suspensión
Se entiende por total de sólidos en suspensión o TSS a un parámetro utilizado en la calificación de la calidad del agua y en el tratamiento de aguas residuales. Indica la cantidad de sólidos (medidos habitualmente en miligramos por litro - mg/l), presentes, en suspensión y que pueden ser separados por medios mecánicos, como por ejemplo la filtración en vacío, o la centrifugación del líquido. Algunas veces se asocia a la turbidez del agua.

## La determinación
Un volumen conocido de una muestra de agua se centrífuga a 3 000 revoluciones por minuto en varias probetas por un período de 10 minutos. El líquido sobrenadante es retirado mediante el sifonamiento, se agrega luego agua destilada y se procede a una nueva centrifugación y posteriormente a la retirada del líquido sobrenadante. El sólido obtenido se seca en una estufa a 110 °C durante 10 horas, o con una lámpara de rayos infrarrojos durante 20-25 minutos. El peso de los sólidos resultantes representa el total de sólidos en suspensión de la muestra.
Si los sólidos obtenidos se calcinan, se puede obtener, mediante una nueva pesada del material, las sustancias inorgánicas en suspensión, y por diferencia las sustancias orgánicas en suspensión.